# Hallsbergs tingslag
Hallsbergs tingslag var ett tingslag i södra Örebro län i Västernärkes domsaga.
Tingslaget bildades den 1 januari 1928 (enligt beslut den 15 oktober 1926) genom av ett samgående av Kumla, Grimstens och Hardemo tingslag och Sundbo tingslag. Tingslaget upphörde den 1 januari 1948 (enligt beslut den 10 juni 1947) och tingslagets verksamhet överfördes till Västernärkes domsagas tingslag.

## Omfattning

### Socknarna i häraderna
- Hardemo härad
- Grimstens härad
- Kumla härad
- Sundbo härad